# شاه‌بیت
شاه‌بیت (به انگلیسی: Punch line) بخش پایانی یک لطیفه، آثار طنزآمیز یا عبارات نغز است که معمولاً یک واژه یا جمله‌ای است که شنوندگان را می‌خنداند یا به فکر فرو می‌برد. شاه‌بیت‌های اندکی هستند که ذاتاً و بدون زمینه خاصی خنده‌دار هستند، اما وقتی که طنزپرداز مقدمه‌چینی می‌کند و حاضرین را برای شنیدن آن آماده می‌کند، شاه‌بیت می‌تواند به عنوان نقطه عطفی در نمایش به حساب آید.
در ادبیات فارسی شاه‌بیت به بیتی که از همهٔ ابیات غزل یا قصیده بهتر است؛ گفته می‌شود. صرفنظر از جایی که در غزل یا قصیده قرار گرفته‌است.
مکان شاه‌بیت و محتوای آن توسط شاعر از قبل تعیین نمی‌شود و پس از اتمام و خوانش شعر. به بیتی که فصیح‌ترین و نغزترین و زیباترین مفهوم را به خواننده منتقل کند شاه‌بیت غزل یا قصیده می‌گویند.